# Atobá XR
O Atobá XR, ou ARP Atobá, é um veículo aéreo não tripulado (VANT) de vigilância e reconhecimento de média altitude e longa autonomia produzido no Brasil pela empresa Stella Tecnologia, sediada na cidade de Duque de Caxias.
O Atobá XR é o maior drone fabricado no Brasil.

## Desenvolvimento
O desenvolvimento do Atobá teve início em 2015 e consumiu cerca de R$ 11,5 milhões.
O primeiro voo do Atobá foi realizado em 20 de julho de 2020, sendo rebatizado Atobá XR em meados de 2025.

## Especificações

### Características gerais
- Carga útil: 75 ou 150 kg[5]
- Comprimento: 8 metros[5]
- Envergadura: 11 metros[5]
- Peso máximo de decolagem: 500 kg[5]

### Performance
- Velocidade máxima: 190 km/h[5]
- Velocidade de cruzeiro: 120 km/h[5]
- Autonomia: 25 horas[5]
- Teto máximo: 5 mil metros[5]